# Kolędy polskie śpiewa Eleni
Kolędy polskie śpiewa Eleni − studyjny album z muzyką kolędową polskiej piosenkarki Eleni, wydany w 1986 roku nakładem Veritonu.
Album został wydany na płycie winylowej. Z piosenkarką współpracowali: Aleksander Białous, Zbigniew Wrombel, Orkiestra Smyczkowa PRiTV w Poznaniu, Chór Chłopięcy Stefana Stuligrosza, Waldemar Majewski, Piotr Kałużny. Był to dziewiąty longplay wydany przez Eleni. Uzyskał status platynowej płyty.

## Lista utworów
Na krążku znalazły się następujące utwory:

### Strona A
| 1. | "Wśród nocnej ciszy"                         |  |
|    |                                              |  |
| 2. | "Gdy się Chrystus rodzi"                     |  |
|    |                                              |  |
| 3. | "Raduj się dzisiaj"                          |  |
|    | - muzyka: Adam Zachner, tekst: Piotr Kałużny |  |
| 4. | "Dzisiaj w Betlejem"                         |  |
|    |                                              |  |
| 5. | "Maleńka przyszła miłość"                    |  |
|    | - muzyka: Adam Zachner, tekst: Lech Morena   |  |
| 6. | "Pójdźmy wszyscy do stajenki"                |  |
|    |                                              |  |

### Strona B
| 1. | "Przybieżeli do Betlejem"                  |  |
|    |                                            |  |
| 2. | "Lulaj Go Matko, lulaj"                    |  |
|    | - muzyka: Adam Zachner, tekst: Lech Morena |  |
| 3. | "Jezus malusieńki"                         |  |
|    |                                            |  |
| 4. | "Lulajże Jezuniu"                          |  |
|    |                                            |  |
| 5. | "Święty, niepojęty"                        |  |
|    | - muzyka: Adam Zachner, tekst: Lech Morena |  |
| 6. | "Tam gdzie Ty, Jezu malusieńki"            |  |
|    | - muzyka: Adam Zachner, tekst: Lech Morena |  |